# Панайотіс Айософітіс
Панайотіс Айософітіс (грец. Παναγιώτης Αγιοσοφίτης, 1849, Метохі, Евбея — 1928, Афіни) — новогрецький філософ-позитивіст, педагог.

## Філософські погляди
Панайотіс Айософітіс, подібно до Петроса Браїлоса-Арменіса, намагався поєднати ідеї ідеалізму та реалізму в одній системі, так званому, «ідеальному реалізмі». Однак помер, не завершивши спроб поєднати німецький ідеалізм Канта, природничі науки і позитивізм, подати їх «суміш» у новій епістемологічній перспективі.
Пізніше ідеї позитивізму та зокрема почате Айософітісом розвиватимуть Теофілос Вореас та Георгіос Візіінос.